# Le Fossé (film)
Pour plus de détails, voir Fiche technique et Distribution.
Le Fossé (夹边沟, Jiābiāngōu) est un film chinois réalisé par Wang Bing, sorti en 2010 et sélectionné à la Mostra de Venise la même année. Il sort dans les salles françaises en 2012.

## Synopsis
Dans un camp de travail du désert de Gobi, durant le mouvement de rectification qui a suivi la campagne des cent fleurs. Un groupe de « droitiers » (individus considérés de droite) participe à sa rééducation en creusant un immense fossé. Mais une famine touche le camp et pousse ses membres aux pires comportements pour survivre…

## Fiche technique
- Titre : Le Fossé
- Titre original : 夹边沟, Jiābiāngōu
- Réalisation : Wang Bing
- Pays d'origine :  Chine
- Format : Couleurs - Format vidéo HD
- Genre : Fiction
- Durée : 112 minutes
- Dates de sortie :
  - 6 septembre 2010 à la Mostra de Venise
  - 26 novembre 2010 au Festival des trois continents de Nantes
  - 14 mars 2012 en salles en France

## Récompenses et nominations

### Récompenses
2011
Las Palmas Film Festival : Prix du public, Prix SIGNIS, Prix spécial du jury
2012
Kinema Junpō Awards : Meilleur film étranger

### Nominations
2010
Mostra de Venise : Lion d'Or
Festival des trois continents de Nantes : Montgolfière d'Or
2011
Las Palmas Film Festival : Lady Harimaguada d'Or

## Autour du film
- Le Fossé est adapté d’un ouvrage de Yang Xianhui paru en 2003, intitulé Adieu à Jiabiangou[2].
- Une scène du film fait référence à Fengming, chronique d'une femme chinoise du même cinéaste, lorsqu'une femme veut se recueillir sur la tombe de son mari mais ne sait pas où se trouve la sépulture[3].
- Le film a été tourné sans autorisation[4].